# Jung Ha-na
Dans ce nom coréen, le nom de famille, Jung, précède le nom personnel.
Pour les articles homonymes, voir Jung.
Jung Ha-na (née le 2 février 1990 à Uijeongbu), plus connue sous les noms de scène de Zinger et Hana, est une ancienne chanteuse et personnalité de la télévision sud-coréenne.

## Carrière
Au collège, elle est élève d'une académie de danse avec CL de 2NE1 et Sunye des Wonder Girls, et remporte plusieurs concours de danse.
En mai 2008, elle auditionne pour TS Entertainment, se présentant comme danseuse principale : bien qu'elle soit bonne en danse, le rôle est attribué à Hyoseong, l'agence lui propose donc le poste de rappeuse au sein d'un groupe de filles ; par la suite, elle déclarera dans une interview qu'elle n'avait jamais pensé à devenir rappeuse et qu'elle n'avait commencé que lorsqu'on lui avait dit qu'elle devait faire ses débuts avec trois autres filles.
En septembre 2009, TS Entertainment annonce qu'elle lancera un girl group de quatre membres en octobre 2009. Hana fait ses débuts sous le nom de scène de Zinger (qu'elle choisit en raison de son admiration pour Nicole Scherzinger des Pussycat Dolls), aux côtés de Han Sun-hwa, Song Jieun et Jun Hyoseong, dans le groupe Secret. Avant leurs débuts, le groupe participe à un documentaire intitulé Secret Story qui relaté le processus de création. Il sort son premier single I Want You Back en octobre 2009.
En avril 2010, Secret sort son premier mini-album intitulé Secret Time qui porte le succès du single Magic. En août 2010, sort le deuxième mini-album Madonna ; la chanson titre se classe en tête des Gaon Single Charts.
En janvier 2011, le groupe s'écarte de son image d'adolescentes sexy et sort Shy Boy, une chanson d'inspiration rétro. Bien qu'elles fussent inquiètes de la transformation de leur image, le single est un succès majeur. Shy Boy se classe très bien dans les classements numériques. Secret continue son succès avec la sortie de son deuxième single CD Starlight Moonlight. La chanson-titre devient un autre succès pour Secret, la chanson atteint la première place du Gaon Monthly Singles Charts et vaut un autre trophée dans l'Inkigayo de SBS.
La même année, Secret commence une carrière au Japon en sortant des versions japonaises de Madonna et Shy Boy. Madonna débute à la neuvième place du classement des singles Oricon. En octobre 2011, le groupe sort son premier album studio Moving in Secret, qui donne un autre succès avec le premier single Love is Move. Ha-na participe également à la production de Moving in Secret en écrivant la plupart des parties de rap des chansons, l'album contient un morceau solo pour Ha-na Amazinger. Secret sort son premier mini-album au Japon Shy Boy. Le mini-album débute également à la neuvième place des charts Oricon.
En février 2012, Secret sort son deuxième single CD au Japon So Much For Goodbye.
Le 11 décembre 2012 à 2 heures du matin, la camionnette transportant les membres de Secret dérape de la route et se retournée sur elle-même, Hana a des côtes cassées et est hospitalisée. Les filles décident de se reposer jusqu'au 28 décembre, malgré la sortie de leur nouveau single, Talk That le 4.
À partir de la promotion du single de Secret YooHoo de l'album Letter from Secret sorti le 30 avril 2013, Ha-na commence officiellement à promouvoir sous son vrai nom, Jung Ha-na.

## Vie privée
Sa mère était chanteuse dans les années 1980 et son père garde du corps du président. Elle est leur enfant unique.